# Вествуд-Лейкс (Флорида)
Вествуд-Лейкс (англ. Westwood Lakes) — переписна місцевість (CDP) в США, в окрузі Маямі-Дейд штату Флорида. Населення — 11 373 особи (2020).

## Географія
Вествуд-Лейкс розташований за координатами 25°43′35″ пн. ш. 80°22′9″ зх. д. / 25.72639° пн. ш. 80.36917° зх. д. (25.726278, -80.369234).  За даними Бюро перепису населення США в 2010 році переписна місцевість мала площу 4,64 км², з яких 4,26 км² — суходіл та 0,38 км² — водойми.

## Демографія
Згідно з переписом 2010 року, у переписній місцевості мешкало 11 838 осіб у 3396 домогосподарствах у складі 2786 родин. Густота населення становила 2552 особи/км².  Було 3509 помешкань (756/км²).
Расовий склад населення:
| - 94,2 % — білих - 1,3 % — чорних або афроамериканців - 1,0 % — азіатів - 1,8 % — осіб інших рас |

До двох чи більше рас належало 1,7 %. Частка іспаномовних становила 86,0 % від усіх жителів.
За віковим діапазоном населення розподілялося таким чином: 18,3 % — особи молодші 18 років, 61,6 % — особи у віці 18—64 років, 20,1 % — особи у віці 65 років та старші. Медіана віку мешканця становила 42,6 року. На 100 осіб жіночої статі у переписній місцевості припадало 96,7 чоловіків;  на 100 жінок у віці від 18 років та старших — 94,3 чоловіків також старших 18 років.
Середній дохід на одне домашнє господарство  становив 60 344 долари США (медіана — 47 623), а середній дохід на одну сім'ю — 65 267 доларів (медіана — 51 175). Медіана доходів становила 26 099 доларів для чоловіків та 27 568 доларів для жінок. За межею бідності перебувало 12,5 % осіб, у тому числі 13,2 % дітей у віці до 18 років та 9,0 % осіб у віці 65 років та старших.
Цивільне працевлаштоване населення становило 6051 особа. Основні галузі зайнятості: освіта, охорона здоров'я та соціальна допомога — 20,3 %, роздрібна торгівля — 17,9 %, будівництво — 11,1 %, науковці, спеціалісти, менеджери — 10,7 %.